# Międzybórz
Międzybórz (germană Neumittelwalde, până în 1886 Medzibor) este un oraș în Polonia.